# Cầu Tưởng niệm (Băng Cốc)
Cầu Tưởng niệm (tiếng Thái: สะพานปฐมบรมราชานุสรณ์) là một cầu cất bắc qua sông Chao Phraya tại Băng Cốc, Thái Lan, kết nối quận Phra Nakhon và Thonburi.

## Lịch sử
Cầu được thông xe vào ngày 6 tháng 4 năm 1932, bởi Vua Prajadhipok (Rama VII) trong lễ kỷ niệm 150 năm Vương triều Chakri và thành lập Băng Cốc, một khoảng thời gian ngắn trước Cách mạng Xiêm vào ngày 24 tháng 6 1932. Trong tiếng Anh cây cầu được gọi là cầu Tưởng niệm, nhưng trong tiếng Thái, hầu hết nó được gọi là Cầu Phra Phutthayotfa (สะพานพระพุทธยอดฟ้า). Tên rút gọn thường gọi là Saphan Phut (สะพานพุทธ) hoặc Cầu Phut hoặc Cầu Buddha (nghĩa là: Cầu của Phật).
Công trình khởi công ngày 3 tháng 12 năm 1929 bởi Dorman Long, Middlesbrough, nước Anh, dưới dự giám sát của kỹ thuật Ý từ SNOS (Società Nazionale Officine Savignano). Cầu sử dụng hai nhịp loại bascule cơ chế nâng, ngày nay không còn được sử dụng.
Vào ngày 5 tháng 6 năm 1944, như một phần của vụ đánh bom Băng Cốc trong Thế chiến II, trong công cuộc đánh giá khả năng đánh trả Quần đảo Nhật Bản, không lực Boeing B-29 Superfortress đã nhắm mục tiêu là cây cầu. Quả bom rơi cách đó 2 km, không gây thiệt hại cho công trình dân sự nào, nhưng đánh sập một số tuyến xe điện mặt đất và phá hủy bệnh viện quân sự Nhật Bản và trụ sở Hiến binh Nhật. Mãi đến năm 1947, chính quyền Thái Lan mới biết được mục tiêu đã định. Cuối cùng, nó đã bị quân Đồng minh phá bỏ và xây dựng lại vào năm 1949.

## Hình ảnh

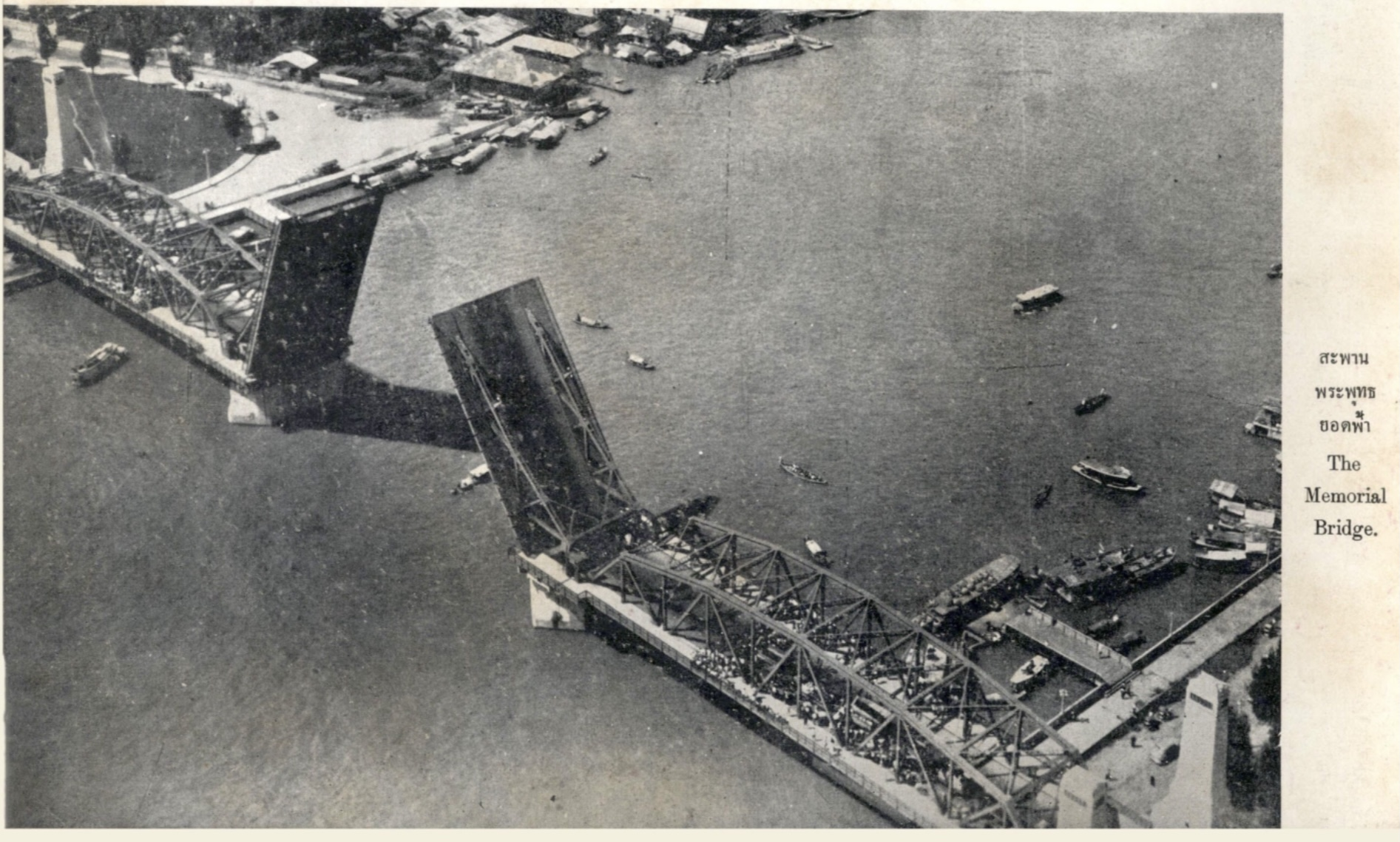
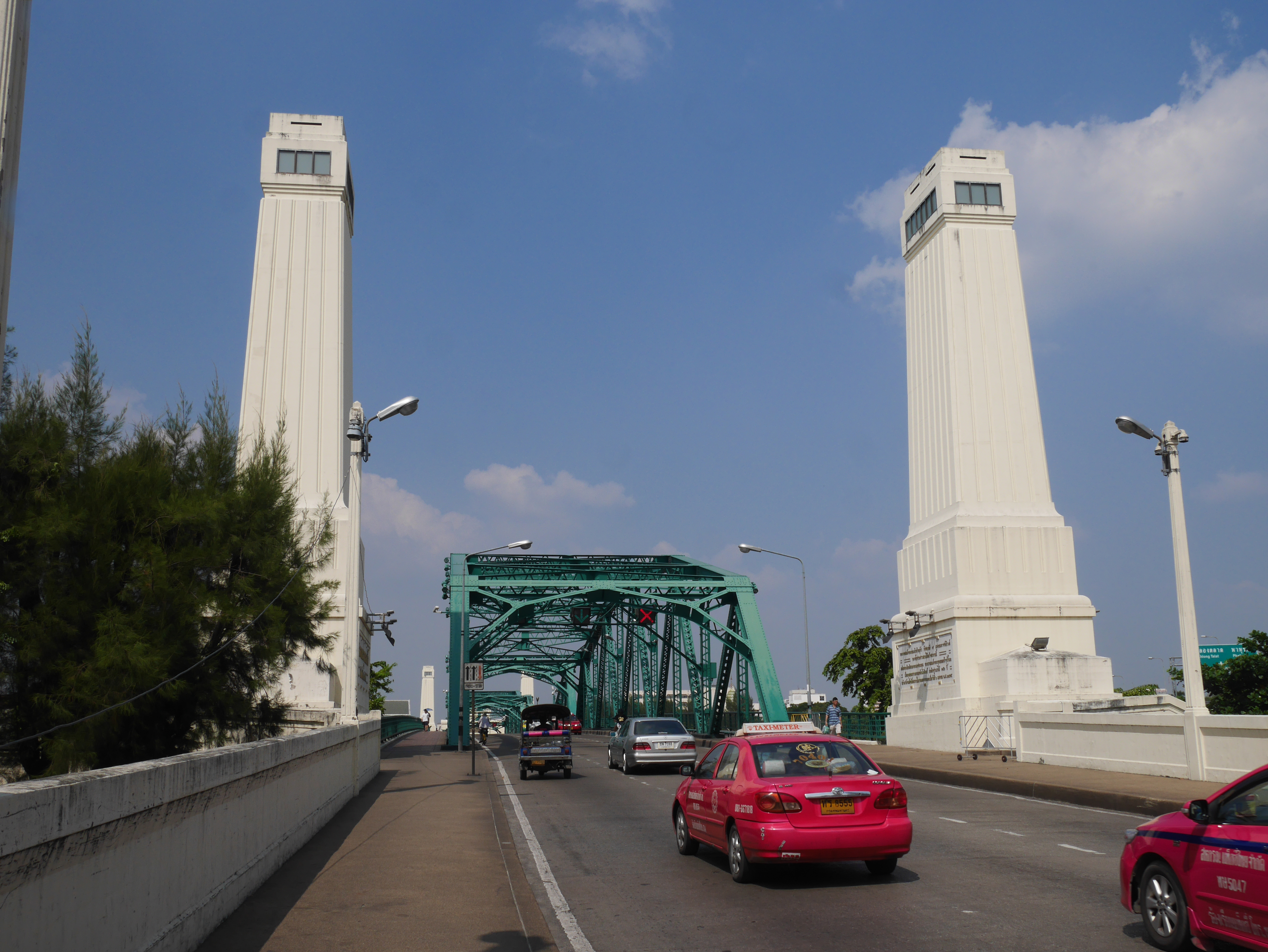
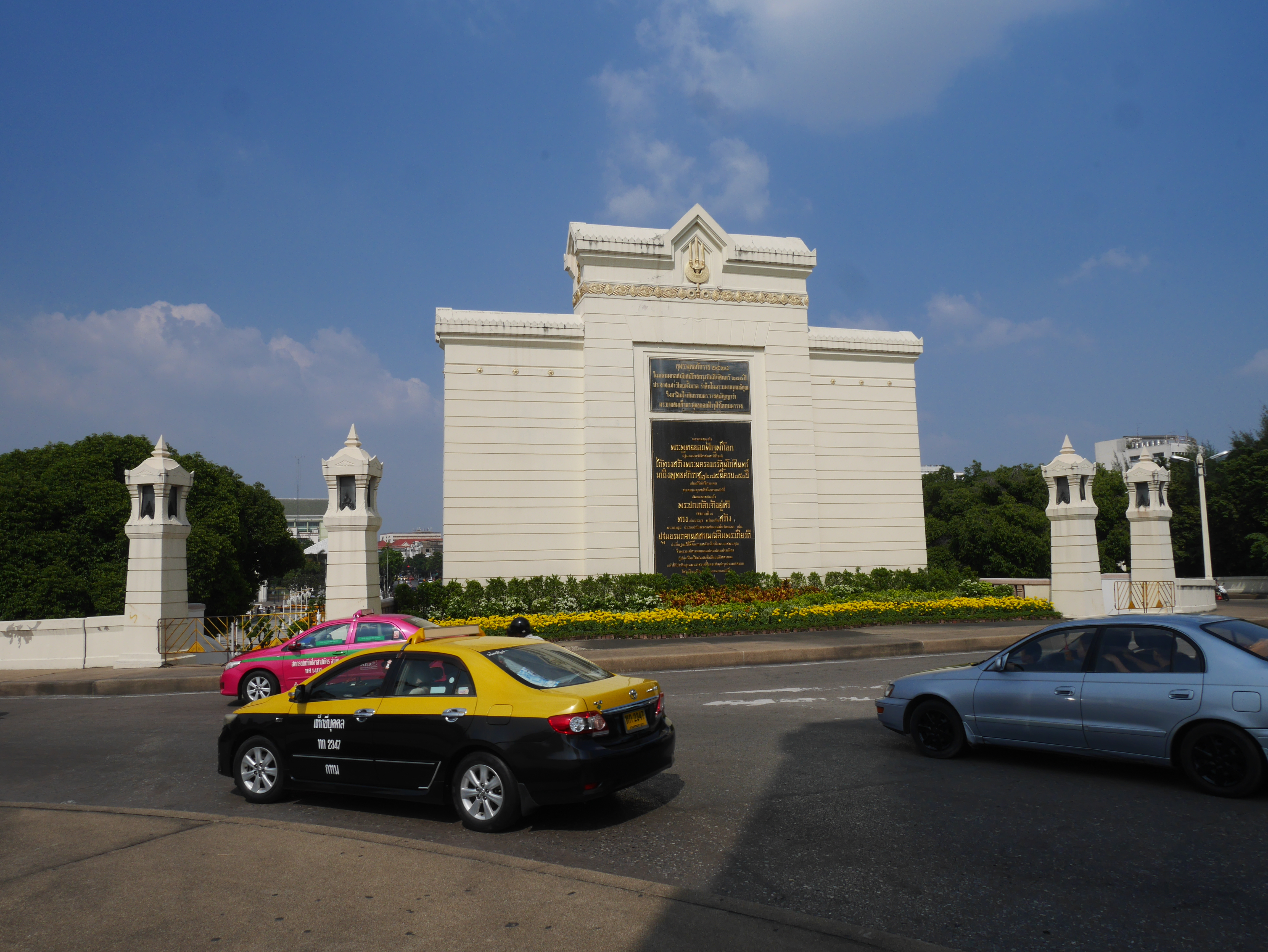
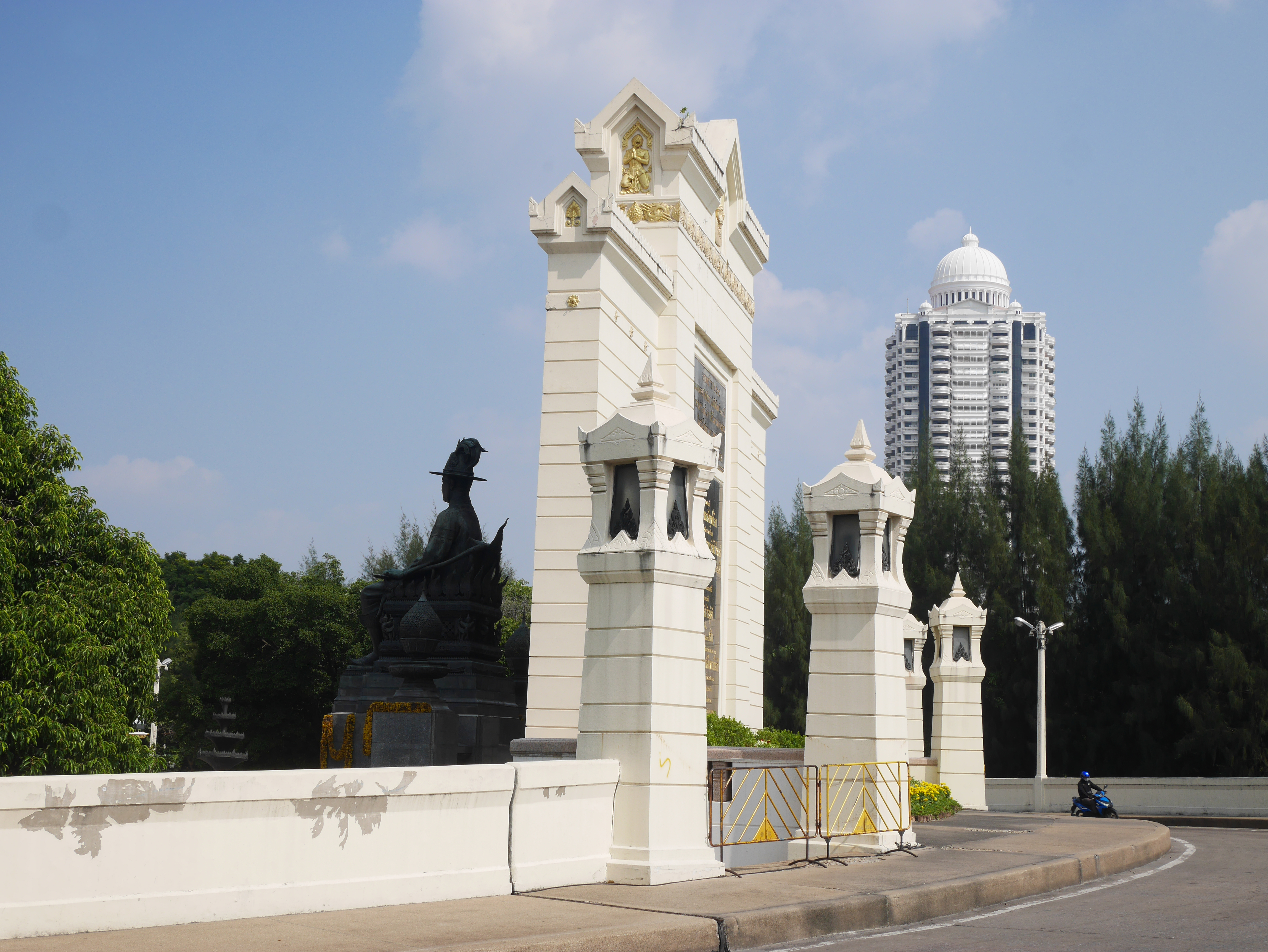
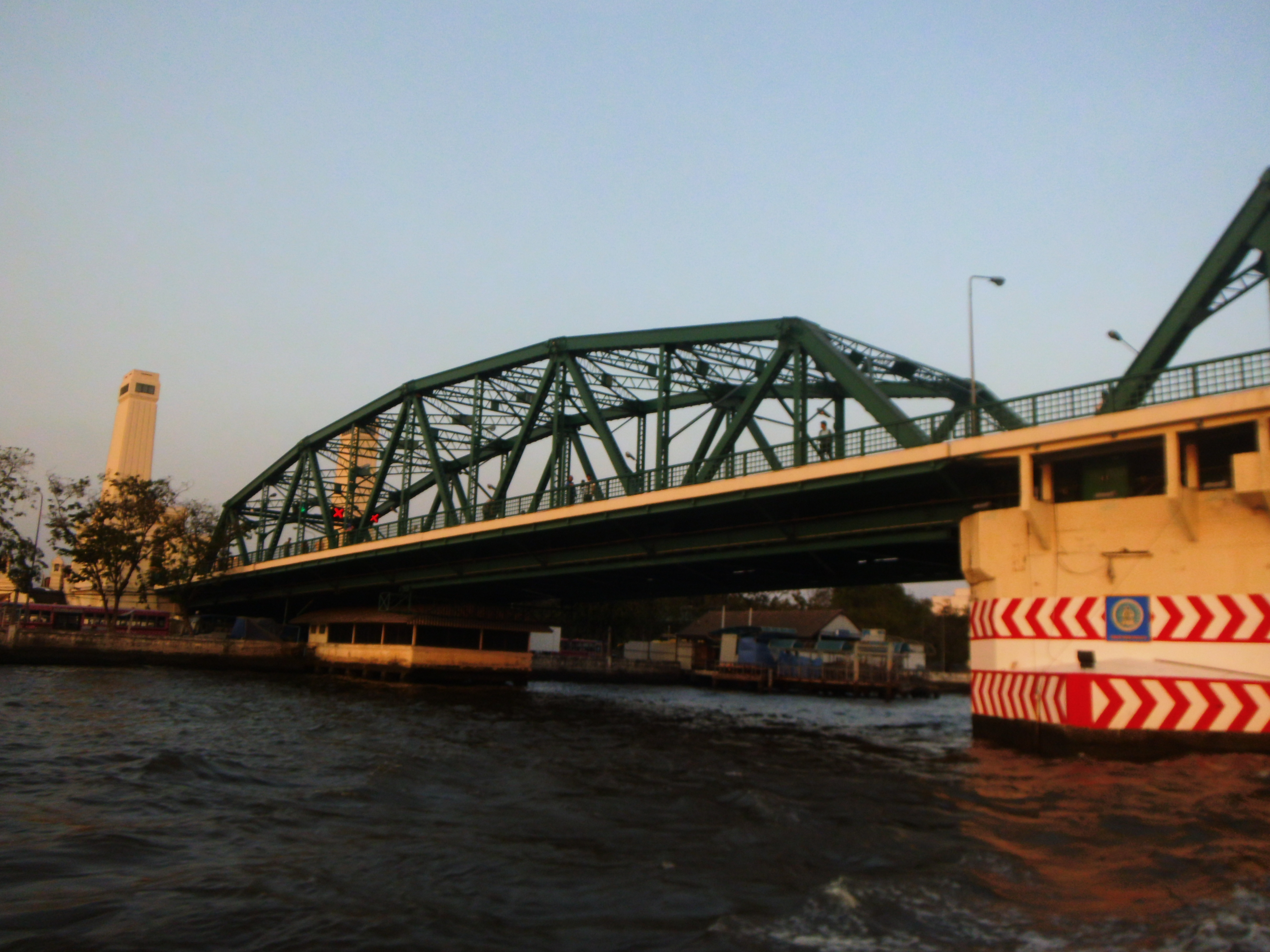
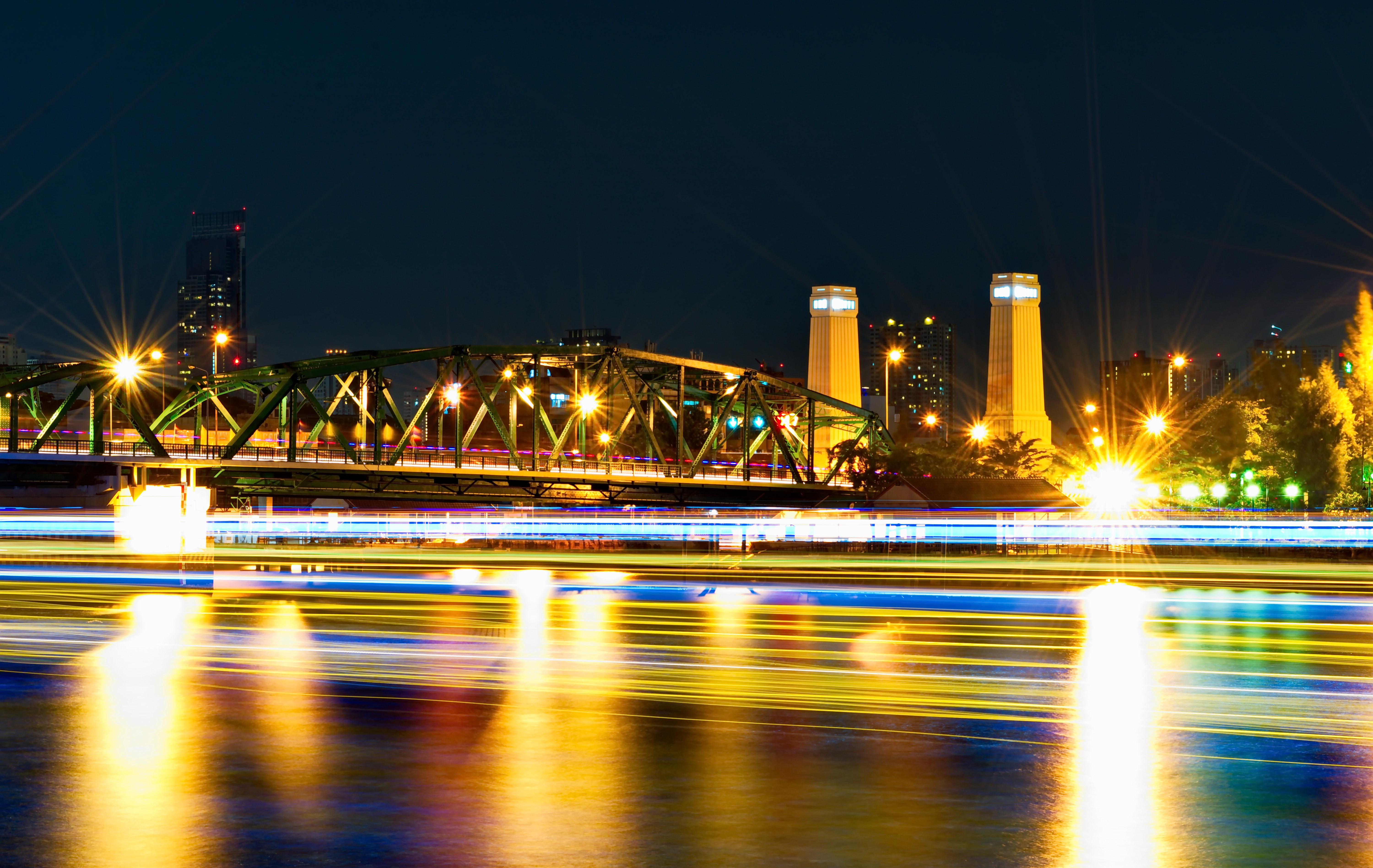

## Liên kết
- Memorial Bridge trên trang Structurae